# LGBT práva v Mongolsku

Duhová mapa Mongolska

Stejnopohlavní styk je v Mongolsku legální od r. 1961.
V zemi působí dvě LGBT organizace, z nichž nejznámější je hnutí "Tavilan".

## Stejnopohlavní soužití
Manželství nemá žádnou přímou definici v Ústavě Mongolska, která stanovuje, že: "Manželství je založeno na rovnosti a oboustrannému souhlasu snoubenců, kteří se zavázali k dobrovolnému vstupu do manželství, a kteří dosáhli určeného věku. Stát chrání záležitosti rodiny, rodičovství, mateřství a dětí."

## Historie a kultura
Ve středověku byly homosexuální aktivity trestány smrtí.
Až do současnosti nebyla mongolská LGBT komunita nijak moc brána na vědomí. Ačkoli země jako taková není homofobní a LGBT lidí si zde nikdo moc výrazně nevšímá, tak podle údajů zjištěných od západních turistů je zde veřejné povědomí o existenci homosexuality slabé.

## Životní podmínky
| Legální stejnopohlavní styk                                                             | (1961) |
| Stejný věk legální způsobilosti k pohlavnímu styku pro obě orientace                    | (1961) |
| Anti-diskriminační zákony v zaměstnání                                                  | No     |
| Anti-diskriminační zákony v přístupu ke zboží a službám                                 | No     |
| Anti-diskriminační zákony v ostatních oblastech (homofobní urážky, zločiny z nenávisti) | (2017) |
| Stejnopohlavní manželství                                                               | No     |
| Jiná forma stejnopohlavního soužití                                                     | No     |
| Adopce dítěte partnera                                                                  | No     |
| Společná adopce stejnopohlavními páry                                                   | No     |
| Gayové a lesby mohou otevřeně sloužit v armádě                                          |        |
| Možnost změny pohlaví                                                                   | (2009) |
| Přístup k umělému oplodnění pro lesbické ženy                                           | No     |
| Náhradní mateřství pro gay páry                                                         | No     |